# NGC 4545
NGC 4545 (другие обозначения — UGC 7747, MCG 11-15-64, ZWG 315.47, IRAS12323+6348, PGC 41838) — спиральная галактика с перемычкой (SBc) в созвездии Дракон.
Этот объект входит в число перечисленных в оригинальной редакции «Нового общего каталога».
В галактике вспыхнула сверхновая SN 1940D. Её пиковая видимая звёздная величина составила 15.